# 제32회 카를로비바리 국제 영화제
제32회 카를로비바리 국제 영화제는 1997년 7월 4일에 열린 시상식이다.

## 수상 및 후보

### 대상(장편)
- 나의 장미빛 인생 - 알랭 벨라이너 수상

### 심사위원특별상(장편)
- La buena vida - 데이빗 트루에바 수상

### 감독상(장편)
- Portraits chinois - Martine Dugowson 수상

### 여우주연상(장편)
- Juloratoriet - 레나 엔드리 수상

### 남우주연상(장편)
- Zapomenuté světlo - 볼렉 폴리브카 수상

### 영화제 위원장상
- Miloš Forman 수상